# Mikadon

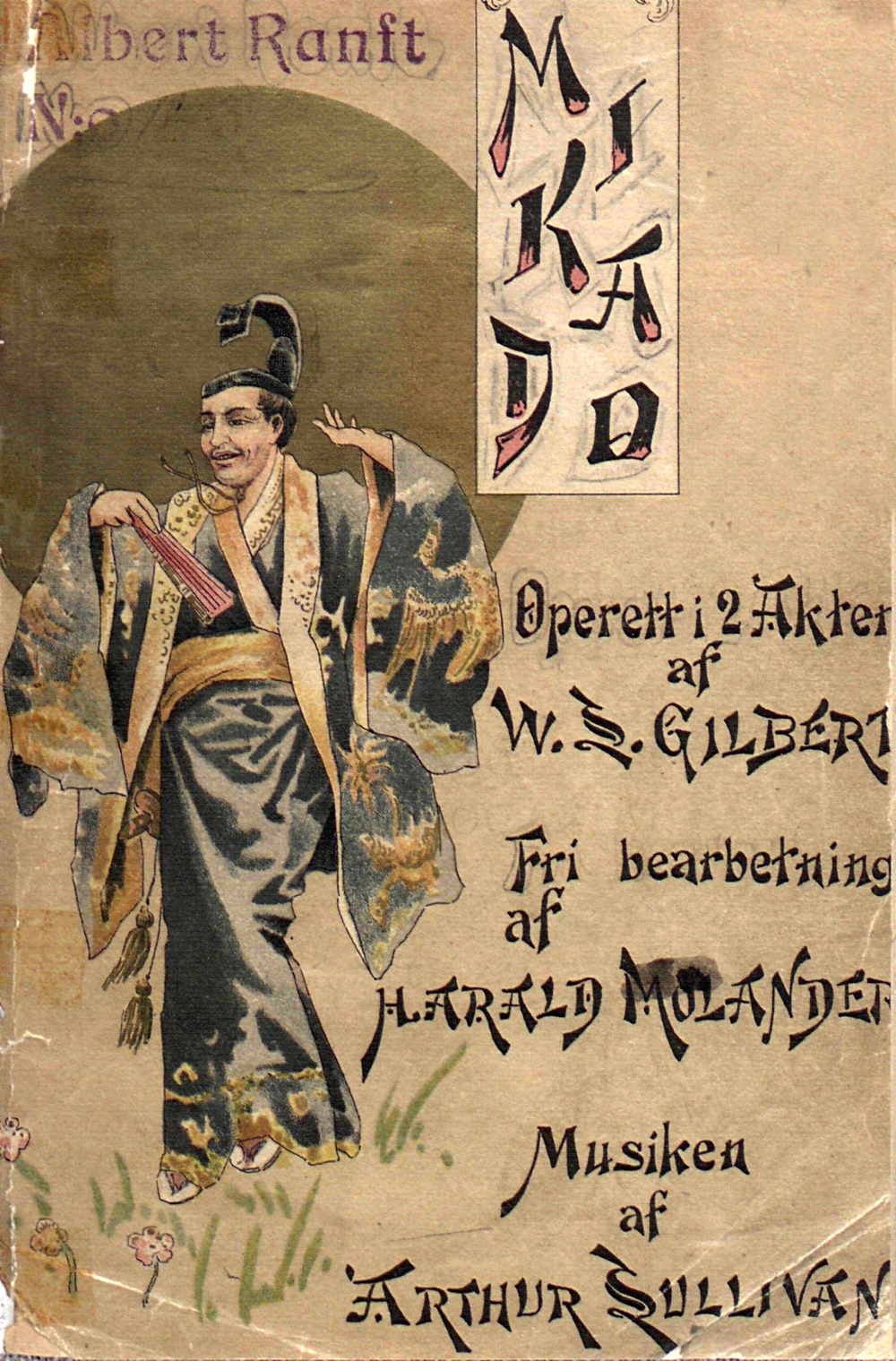
Omslaget till den svenska översättningen av Harald Molander från 1890.

Mikadon (engelska: The Mikado or The Town of Titipu) är en komisk operett i två akter med musik av Arthur Sullivan och libretto av W. S. Gilbert, deras nionde samarbete av fjorton. Den hade premiär den 14 mars 1885 på Savoy Theatre i London, där den spelades 672 gånger vilket var den näst längsta speltiden för alla musikteaterverk och en av de längsta speltiderna för samtliga teaterverk på den tiden. I slutet av 1885 uppskattades det att åtminstone 150 teatersällskap i Europa och Amerika satte upp verket.
Mikadon har förblivit den mest framföra Savoy operan och den är särskilt populär hos amatörsällskap och i skoluppsättningar. Verket har översatts till otaliga språk och är en av de mest framförda musikteaterverken genom historien. Sedan 1990-talet har uppsättningar av operetten ådragit sig kritik för att uppmuntra till stereotyper av östasiater i USA.
Genom att låta operetten utspelas i Japan, en exotisk plats långt från Storbritannien, kunde Gilbert göra satir av brittisk politik och institutioner mer fritt genom att förklä dem som japaner. Gilbert använde sig av utländska eller påhittade lokaliteter i flera operetter som i Mikadon, Princess Ida, The Gondoliers, Utopia, Limited och The Grand Duke, för att mildra den inverkan hans satir hade på brittiska institutioner.
I Sverige hade Mikadon urpremiär på Vasateatern 1890 och spelades 109 gånger. Den har även spelats på Oscarsteatern 1913 och 1925.

## Historia

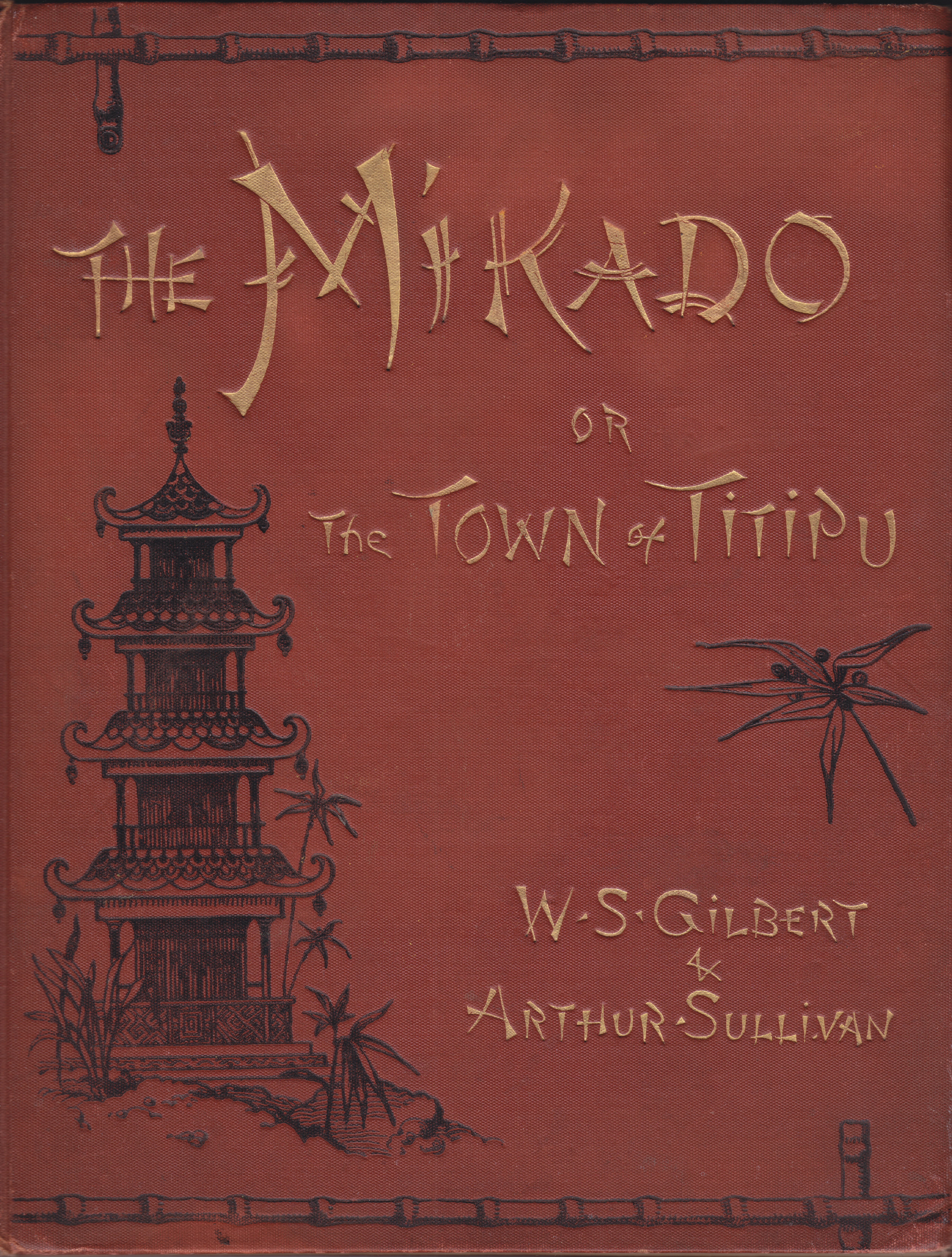
Framsida av klaverutdraget, ca. 1895

Gilbert och Sullivans operett Princess Ida (1884) spelades i nio månader, vilket med Savoy operornas mått mätt ansågs kort. När biljettförsäljningen till Princess Ida visade tecken på att gå ner insåg impressarion Richard D'Oyly Carte att för första gången sedan 1877 skulle det inte finnas någon nytt verk av Gilbert och Sullivan när det gamla lades ner. Den 22 mars 1884 beställde Carte en ny operett av Gilbert och Sullivan, vilken enligt deras kontrakt skulle vara slutförd inom sex månader. Sullivans nära vän, kompositören Frederic Clay, hade drabbats av en allvarlig stroke i början av december 1883 vilken satte stopp för hans karriär. Detta påverkade Sullivan starkt och med sin egen vacklande hälsa i beaktande och önskan att ägna sin talang åt mer seriös musik informerade han Richard D'Oyly Carte den 29 januari 1884 att han bestämt sig för att "inte skriva fler 'Savoy' stycken." Gilbert överraskades av Sullivans tvekan då han redan hade påbörjat en ny operett som handlade om människor som förälskade sig i varandra mot deras egna viljor efter att ha intagit en magisk pastill - en handling som Sullivan redan hade förkastat. Gilbert skrev till Sullivan och bad honom tänka om, men kompositören svarade den 2 april att han hade "kommit till vägs ände" med operetterna:
"...Jag har konstant tonat ner musiken för att inte en [stavelse] ska gå förlorad... Jag skulle vilja tonsätta en handling med mänskligt innehåll och förhoppningar där de humoristiska orden dyker upp i en humoristisk (inte seriös) situation, och där, om situationen var en öm eller dramatisk sådan, orden skulle vara av likartad karaktär."
Gilbert blev mycket sårad, men Sullivan insisterade på att han inte kunde tonsätta "pastill-handlingen". Förutom dess "osannolikhet" var handlingen alltför lik den i deras operett från 1877, The Sorcerer, och alltför komplicerad. Sullivan återvände till London i april och Gilbert gjorde försök att skriva om handlingen, men han kunde ändå inte tillfredsställa Sullivan. Positionerna var låsta och Gilbert skrev: "Så slutar ett sjuårigt musikaliskt och litterärt samarbete - ett samarbete av utomordentligt rykte - ett samarbete oöverträffat i dess ekonomiska framgångar, och fram tills nu ofläckat av ett enda klagomål eller disharmoniskt inslag." Den 8 maj 1884 skrev Gilbert på nytt: "...har jag förstått det rätt att om jag skriver en ny historia där inga övernaturliga inslag inträffar, så kommer du ta dig an det? ... en förenlig handling fri från anakronismer, skapad i god anda och det bästa jag kan åstadkomma." Stilleståndet bröts och den 20 maj fick Sullivan Gilberts synopsis till vad som skulle komma att bli handlingen till Mikadon. Det skulle dröja ytterligare tio månader innan Mikadon nådde scenen. En reviderad version av The Sorcerer  och enaktaren Trial by Jury (1875) spelades på Savoy Theatre medan Carte och publiken inväntade det nya stycket. Gilbert hittade så småningom en plats för sin "pastill-handling" i operan The Mountebanks som han skrev tillsammans med Alfred Cellier 1892.

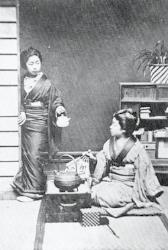
Fotografi taget av Gilbert av den japanska byn i Knightsbridge.

1914 skrev Cellier och Bridgeman ner den bekanta historien om hur Gilbert fann inspiration:
Gilbert hade bestämt sig för att låta sitt hemland vara i fred och sökte annorstädes för ett lämpligt ämne för sin speciella humor. En obetydlig olycka gav honom en idé. En dag ramlade ett japanskt svärd ner från väggen i Gilberts arbetsrum där den hade hängt i flera år. Denna händelse drog hans uppmärksamhet till Japan. Just vid den tiden hade en grupp japaneser kommit till England och byggt upp en liten by i Knightsbridge.
Det är en lockande historia till största delen påhittad. Gilbert intervjuades två gånger om sin inspiration till Mikadon. I båda intervjuerna nämns svärdet och i en av dem sa han att det var svärdet som gav inspiration till operetten även om han aldrig sa att svärdet föll ner. Vad som gör historien tveksam är Cellier och Bridgemans felaktighet rörande den japanska byn i Knightsbridge: den öppnades inte förrän den 10 januari 1885, nästan två månader efter att Gilbert hade fullbordat akt I. Gilbertforskaren Brian Jones skriver i artikeln "The Sword that Never Fell" att "ju längre tidsmässigt ifrån själva händelsen som författaren är desto mer grafiskt återberättas den." Till exempel Leslie Baily berättade den så här 1952:
En dag vandrade Gilbert fram och tillbaka i sitt bibliotek i det nya huset i Harrington Gardens när ett stort japanskt svärd föll ner med ett skrammel på golvet. Gilbert tog upp det. 'Det blev till den stora idén', som han sa senare. Hans journalistiska sinne, alltid snar till att fånga aktualiteter, vände sig till en japansk utställning som nyligen hade öppnats i närheten. Gilbert hade sett de små japanska männen och kvinnorna från utställningen vandra omkring på gatorna i Knightsbridge iförda sina exotiska dräkter. Nu satt han vid sitt skrivbord och tog upp gåspennan. Han började göra noteringar i sin anteckningsbok.
Historien dramatiserades mer eller mindre i denna form i filmen Topsy-Turvy (1999). Men trots att den japanska utställningen 1885–87 i Knightsbridge inte hade öppnat då Gilbert skrev Mikadon, hade europeisk handel med Japan ökat de senaste decennierna och en engelsk vurm för allt japanskt hade börjat ta fart under 1860- och 1870-talen. Det gjorde att tiden var mogen för en operett att utspelas i Japan. Gilbert sa till en journalist: "Jag kan inte ge ett bra skäl till varför vårt stycke utspelas i Japan. Det gavs tillfälle till pittoresk behandling, scenerier och kostymer, och jag tror att idén med en huvudlärare som samtidigt är domare och bödel, och ändå inte skulle kunna skada en mask, kan kanske tilltala publiken."
I en intervju 1885 med New-York Daily Tribune sa Gilbert att de till längden korta Leonora Braham, Jessie Bond och Sybil Grey "föreslog möjligheten att gruppera dem som tre japanska skolflickor", operettens "three little maids". Han berättade även att en japansk dam, en teservitris i den japanska byn, kom till repetitionerna för att lära den tre flickorna japansk dans. Den 12 februari 1885, en månad före premiären av Mikadon, skrev The Illustrated London News om öppnandet av den japanska byn och noterade bland annat "den behagliga och fantastiska dansen som utfördes av tre små flickor [three little maids]!" I intervjun i Tribune relaterade Gilbert även hur han och Sullivan hade bestämt sig för att stryka det enda solonumret tillhörande operettens titelkaraktär (som endast förekommer i akt II, spelad av Savoyveteranen Richard Temple), men att medlemmar i teatersällskapet och andra som hade närvarat vid generalrepetitionen "kom till oss och bad oss att återinsätta det strukna 'numret'".

## Personer

Emilie Klinger, Emma Meissner och Edla Lund på Vasateatern 1890.

- Mikadon av Japan (bas eller basbaryton)
- Nanki-Poo, Hans son, förklädd till en kringvandrande minstrel, och förälskad i Yum-Yum (tenor)
- Ko-Ko, Överbödeln i Titipu (The Lord High Executioner of Titipu) (komisk baryton)
- Pooh-Bah, Över-allting annat (Lord High Everything Else) (baryton)
- Pish-Tush, En nobel adelsman (baryton)[b]
- Go-To, En nobel adelsman (basbaryton)
- Yum-Yum, En myndling till Ko-Ko, förlovad med Ko-Ko (sopran)
- Pitti-Sing, En myndling till Ko-Ko (mezzosopran)
- Peep-Bo, En myndling till Ko-Ko (sopran eller mezzosopran)
- Katisha, En äldre dam, förälskad i Nanki-Poo (kontraalt)
- Kör av skolflickor, ädlingar, vakter och kulier

## Handling

### Akt I
- Gårdsplanen till Ko-Kos officiella residens

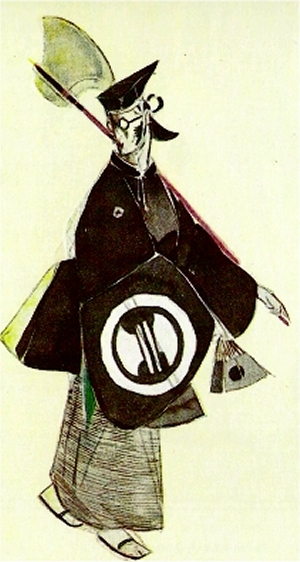
Ko-Ko – kostym designad av Charles Ricketts 1926

Gentlemännen i den fiktiva japanska staden Titipu är samlade ("If you want to know who we are"). En vacker men fattig minstrel, Nanki-Poo, anländer och introducerar sig själv ("A wand'ring minstrel I"). Han frågar om sin älskade, en skolflicka vid namn Yum-Yum, som är myndling till Ko-Ko (en snål före detta skräddare). En av herrarna, Pish-Tush, förklarar att när Mikadon gav order att flörtande var ett brott omintetgjorde de styrande i Titipu ordern genom att utnämna Ko-Ko, en fånge som dömts till döden för just flörtande, till positionen som Överbödel ("Our great Mikado, virtuous man"). Eftersom Ko-Ko var näste man på tur att halshuggas resonerade byborna att han "inte kunde halshugga någon annans huvud före sitt eget, och då Ko-Ko knappast skulle försöka halshugga sig själv har ingen avrättning ägt rum. Stadens ledande män, utom den högdragne Poo-Bah, ansåg det vara under sin värdighet att tjäna under en före detta skräddare och avgick. Poo-Bah innehar nu alla deras jobb och inkasserar deras löner. Poo-Bah meddelar Nanki-Poo att Yum-Yum förväntas gifta sig med Ko-Ko just idag ("Young man, despair").
Ko-Ko kommer in ("Behold the Lord High Executioner") och visar upp sig genom att läsa upp en lista över folk "som inte skulle saknas" om de avrättades ("As some day it may happen"), såsom de "som äter pepparmintstabletter och andas på dig". Yum-Yum kommer in med Ko-Kos två andra myndlingar Peep-Bo och Pitti-Sing ("Comes a train of little ladies", "Three little maids from school"). Pooh-Bah tycker inte att flickorna visar honom tillräckligt med respekt ("So please you, sir"). Nanki-Poo gör entré och informerar Ko-Ko om sin kärlek till Yum-Yum. Ko-Ko skickar iväg honom, men Nanki-Poo lyckas träffa sin älskade och avslöjar sin hemlighet för henne: han är son och arvtagare till Mikadon, men reser förklädd för att undkomma den amorösa Katishas närmanden. Hon är en äldre dam i faderns hov. De beklagar att lagen förbjuder dem att flörta ("Were you not to Ko-Ko plighted").
Ko-Ko och Pooh-Bah får nyheter om att Mikadon har meddelat att såvida en avrättning inte äger rum i Titipu inom en månad kommer staden degraderas till en by, vilket skulle bringa "ohjälplig ruinering". Poo-Bah och Pish-Tush pekar på Ko-Ko som det mest lämpliga valet att halshuggas, då han redan dignar under galgen ("I am so proud"). Ko-Ko hävdar emellertid att det för det första skulle vara "utomordentligt svårt, för att inte säga vanskligt" för någon att försök halshugga sig själv, och för det andra skulle det vara självmord, vilket i sig är ett brott. Lyckligtvis upptäcker Ko-Ko att Nanki-Poo i sin förtvivlan över att förlora Yum-Yum överväger självmord. Då inget kan få Nanki-Poo att ändra sig föreslår Ko-Ko ett byte: Nanki-Poo kan få gifta sig med Yum-Yum i en månad om han sedan går med på att avrättas. Ko-Ko får sedan gifta sig med den unga änkan.
Alla kommer för att fira föreningen mellan Nanki-Poo och Yum-Yum ("With aspect stern and gloomy stride"), men festligheterna avbryts av Katisha, som har kommit för att kräva Nanki-Poo som sin make. Stadsborna lider med det unga paret och Katishas försök att avslöja Nanki-Poos hemlighet dränks i hopens skrik. Uträknad, men inte besegrad, gör Katisha det klart för alla att hon ämnar hämnas.

### Akt II
- Ko-Kos trädgård.

Yum-Yum görs i ordning till sitt bröllop av sina väninnor ("Braid the raven hair"), varpå hon grubblar över sin skönhet ("The sun whose rays"). Pitti-Sing och Peep-Bo återvänder för att påminna henne om den begränsade tid som den förestående giftermålet innebär. Tillsammans med Nanki-Poo och Pish-Tush försöker de hålla modet vid  liv ("Brightly dawns our wedding-day"), men snart kommer Ko-Ko och Poo-Bah in och berättar om en trixig del av lagen som innebär att när en gift man halshuggs för att ha flörtat måste hans hustru begravas levande ("Here's a how-de-do"). Yum-Yum vill inte gifta sig under de förhållandena varpå Nanki-Poo utmanar Ko-Ko att halshugga honom direkt. Det visar sig emellertid att den godhjärtade Ko-Ko aldrig har avrättat någon och kan inte halshugga Nanki-Poo. Ko-Ko skickar iväg Nanki-Poo och Yum-Yum för att giftas omedelbart (av Pooh-Bah, som är ärkebiskop av Titipu), och lovar att överlämna ett falskt affidavit som bevis på den påstådda avrättningen.

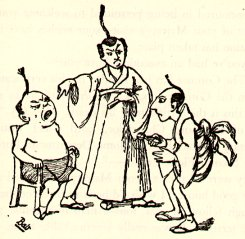
"His teeth, I've enacted,
Shall all be extracted
By terrified amateurs."
(Teckning av W. S. Gilbert)

Mikadon och Katisha anländer till Titipu i en stor procession ("Mi-ya Sa-Ma", "From Every Kind of Man"). Mikadon beskriver sitt rättssystem ("A more humane Mikado"). Ko-Ko antar att härskaren har kommit för att se huruvida en avrättning har utförts. Med hjälp av Pitti-Sing och Pooh-Bah beskriver han ingående den påstådda avrättningen ("The criminal cried") och överräcker dödscertifikatet, undertecknat och svuret av Pooh-Bah som coroner. Ko-Ko noterar slugt att de flesta av stadens viktiga ämbetsmän (det vill säga Pooh-Bah) var närvarande vid tillfället. Men Mikadon har kommit i ett helt annat syfte; han letar efter sin son. När de hör att Mikadons son bär "namnet Nanki-Poo" får de tre panik och Ko-Ko säger att Nanki-Poo "har rest utomlands". Under tiden har Katisha läst dödscertifikatet och märker med fasa att den avrättade var Nanki-Poo. Mikadon, som delvis har förståelse och hyser sympati ("See How the Fates"), diskuterar med Katisha det omedelbara straffet "för att ha dödat arvtagaren" till den kejserliga tronen - och funderar svävande på "kokande olja... eller smält bly". Då de tre konspiratörerna hotas med smärtsam avrättning ber Ko-Ko att Nanki-Poo ska avslöja vem han är inför fadern. Nanki-Poo befarar att Katisha kommer kräva hans död om hon ser att han lever, men han föreslår att Katisha kan övertalas att gifta sig med Ko-Ko, varpå Nanki-Poo med säkerhet "kan bli levande igen", då Katisha inte har kvar några hållhakar på honom ("The flowers that bloom in the spring"). Även om Katisha "blir något förvånad" har Ko-Ko inget val: det är giftermål med Katisha eller en plågsam död som gäller för honom själv, Pitti-Sing och Pooh-Bah.
Ko-Ko finner Katisha som sörjer sin förlust ("Alone, and yet alive") och kastar sig för hennes fötter. Han ber om hennes hand och säger att han länge har hyst en passion för henne. Till en börjar avvisar hon honom, men snart rörs hon av hans historia om en fågel som dog av hjärtslag ("Tit-willow"). Hon medger ("There is beauty in the bellow of the blast") och när ceremonin utförs (av Pooh-Bah som notarie) ber hon Mikadon om nåd för honom och hans kamrater. Nanki-Poo och Yum-Yum kommer in vilket får Katisha att gå i taket av ilska. Mikadon är förvånad att Nanki-Poo lever då berättelsen om hans avrättning gavs med sådan "beskrivande inlevelse". Ko-Ko förklarar att när en kunglig befallning ges på en avrättning är offret så gott som död "och om han är död, varför inte säga så?" Mikado beslutar att "Ingenting kunde anses mer tillfredsställande" och alla i Titipu firar ("For he's gone and married Yum-Yum").

## Sångnummer
- Ouvertyr (Inklusive "Mi-ya Sa-ma", "The Sun Whose Rays Are All Ablaze", "There is Beauty in the Bellow of the Blast", "Braid the Raven Hair" och "With Aspect Stern and Gloomy Stride") Den arrangerade, under Sullivans övervakning, av Hamilton Clarke.[20]

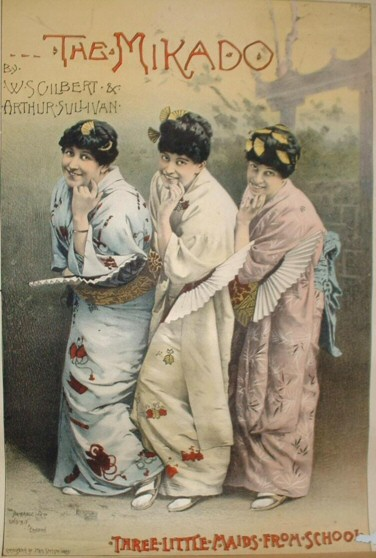
En litografi från 1885 avbildar från vänster Kate Forster, Geraldine Ulmar och Geraldine St. Maur i rollerna som Pitti-Sing, Yum-Yum och Peep-Bo.

### Akt I
- 1. "If you want to know who we are" (Manskör)
- 2. "A Wand'ring Minstrel I" (Nanki-Poo och kör)
- 3. "Our Great Mikado, virtuous man" (Pish-Tush och kör)
- 4. "Young man, despair" (Pooh-Bah, Nanki-Poo och Pish-Tush)
- 4a. Recitativ, "And have I journey'd for a month" (Pooh-Bah, Nanki-Poo)
- 5. "Behold the Lord High Executioner" (Ko-Ko och manskör)
- 5a. "As some day it may happen" (Ko-Ko och manskör)
- 6. "Comes a train of little ladies" (Flickor)
- 7. "Three little maids from school are we" (Yum-Yum, Peep-Bo, Pitti-Sing och flickkör)
- 8. "So please you, Sir, we much regret" (Yum-Yum, Peep-Bo, Pitti-Sing, Pooh-Bah och flickkör)[d]
- 9. "Were you not to Ko-Ko plighted" (Yum-Yum och Nanki-Poo)
- 10. "I am so proud" (Pooh-Bah, Ko-Ko och Pish-Tush)
- 11. Final Akt I (Ensemble)
  - "With aspect stern and gloomy stride"
  - "The threatened cloud has passed away"
  - "Your revels cease!" ... "Oh fool, that fleest my hallowed joys!"
  - "For he's going to marry Yum-Yum"
  - "The hour of gladness" ... "O ni! bikkuri shakkuri to!"
  - "Ye torrents roar!"

### Akt II

Erika Jansson som Katisha och Emil Strömberg som Ko-Ko på Vasateatern 1890.

- 12. "Braid the raven hair" (Pitti-Sing och flickkör)
- 13. "The sun whose rays are all ablaze" (Yum-Yum) (Ursprungligen i Akt I, kort tid efter premiären flyttad till Akt II)
- 14. Madrigal, "Brightly dawns our wedding day" (Yum-Yum, Pitti-Sing, Nanki-Poo och Pish-Tush)
- 15. "Here's a how-de-do" (Yum-Yum, Nanki-Poo och Ko-Ko)
- 16. "Mi-ya Sa-ma"[21] "From every kind of man obedience I expect" (Mikado, Katisha och kör)
- 17. "A more humane Mikado" (Mikado och kör) (Sången var nära att bli struken, men återinsattes kort tid före premiären.
- 18. "The criminal cried as he dropped him down" (Ko-Ko, Pitti-Sing, Pooh-Bah och kör)
- 19. "See how the Fates their gifts allot" (Mikado, Pitti-Sing, Pooh-Bah, Ko-Ko och Katisha)
- 20. "The flowers that bloom in the spring" (Nanki-Poo, Ko-Ko, Yum-Yum, Pitti-Sing och Pooh-Bah)
- 21. Recit. och sång, "Alone, and yet alive" (Katisha)
- 22. "On a tree by a river" ("Willow, tit-willow") (Ko-Ko)
- 23. "There is beauty in the bellow of the blast" (Katisha och Ko-Ko)
- 24. "Final Akt II" (Ensemble)
  - "For he's gone and married Yum-Yum"
  - "The threatened cloud has passed away"

## Uppsättningar

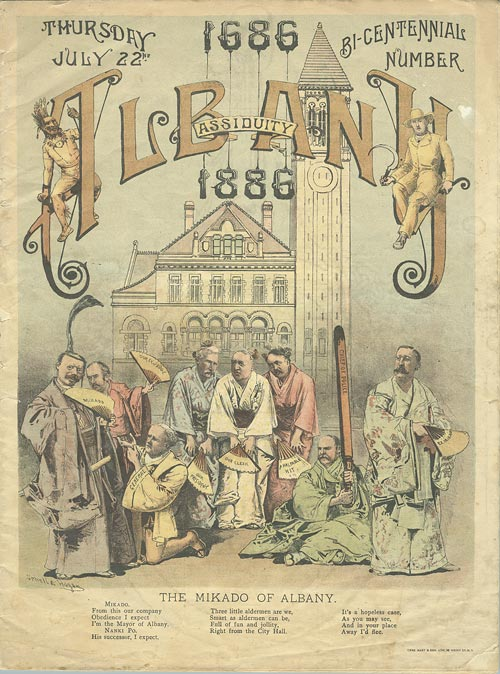
Politisk parodi över 200-årsfirandet av Albany, New York

Mikadon var den av Savoyoperorna som spelades längst. Den fick också den tidigaste nypremiären: efter att Gilbert och Sullivans nästa verk Ruddigore lades ner relativt tidigt fick tre operetter snabbt nypremiär för att fylla gapet innan The Yeomen of the Guard var klar, däribland Mikadon, endast 17 månader efter sin första premiär. Den 4 september 1891 gav D'Oyly Cartes turnésällskap "C" en kunglig föreställning av Mikadon på Balmoral Castle inför drottning Victoria och den kungliga familjen. Originaldekoren av utförd av Hawes Craven och männens kostymer av C. Wilhelm. Den första provinsiella uppsättningen av Mikadon öppnades den 27 juli 1885 i Brighton och där flera av sällskapets medlemmar följde med till Amerika för den första uppsättningen i New York i augusti. Därefter var Mikadon ständigt på resande fot. Från 1885 till 1982 fanns den kontinuerligt på "D'Oyly Carte companys" repertoar.
Mikadon fick ytterligare en nypremiär medan The Grand Duke förbereddes. När det blev klart att den operetten inte var någon succé gavs Mikadon som matinéer och fortsatte när The Grand Duke lades ner efter bara tre månader. 1906-07 satte Helen Carte, änka efter Richard D'Oyly Carte, upp en repertoarsäsong på Savoy, men Mikadon var inte med i den då man antog att besökande japanska kungligheter kunde känna sig förnärmade. Den ingick dock i mrs Cartes repertoarsäsong 1908-09. Nya kostymer skapades av Charles Ricketts till 1926 års säsong och användes fram till 1982. Peter Goffin gjorde nya dekor 1952.

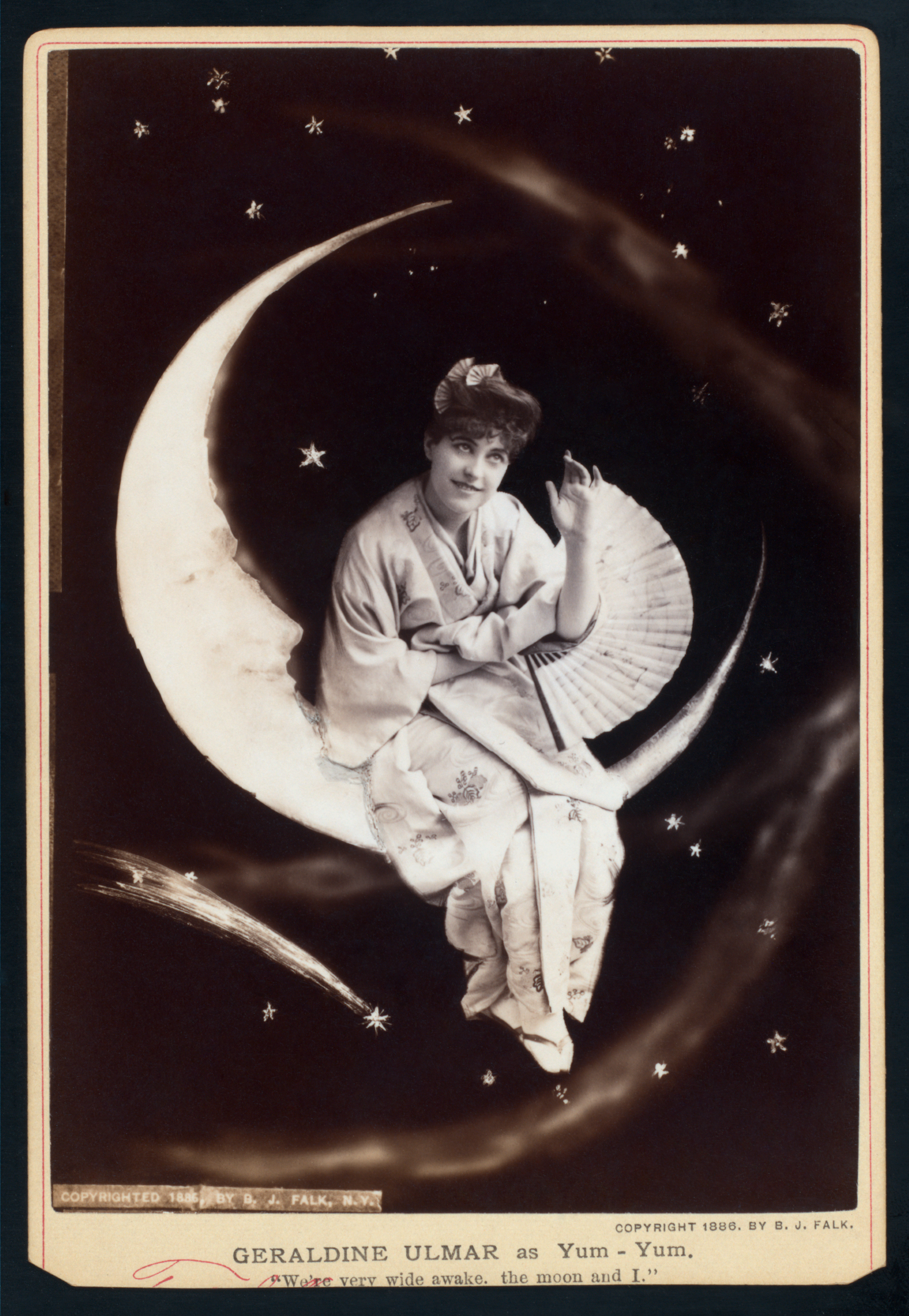
Geraldine Ulmar som Yum-Yum i New York-uppsättningen

I Amerika var den första uppsättningen inte auktoriserad, precis som i fallet med H.M.S. Pinafore, men när väl D'Oyly Cartes amerikanska uppsättning öppnades i augusti 1885 blev den en framgång med stora biljettintäkter. Carte startade flera turnésällskap som for runt hela Nordamerika. Burlesker och parodier gjordes. Fler än 150 oauktoriserade versioner poppade upp och som i fallet med Pinafore kunde Carte, Gilbert och Sullivan inte göra något för att hindra dem eller inhösta någon licensavgift då det vid den tiden inte fanns någon internationell copyright. Gilbert, Sullivan och Carte försökte med olika medel skaffa sig amerikanska rättigheter till sina egna verk som skulle förhindra olagliga uppsättningar. De amerikanska domstolarna hävdade emellertid att tryckfriheten gjorde operetterna tillgängliga för vem som helst att sätta upp. I Australien ägde den första lagliga uppsättningen av Mikadon rum den 14 november 1885 på Theatre Royal i Sydney av J. C. Williamson. Under 1886 var Carte på turné med fem Mikado-sällskap i Nordamerika.
Carte turnerade med verket 1886 och 1887 i Tyskland och övriga Europa. I september 1886 skrev Wiens ledande musikkritiker Eduard Hanslick att operettens "ojämförliga succé" inte bara var tack vare librettot och musiken men även till "originaluppsättningens framförande, unik i sitt slag, av Mr D'Oyly Cartes artister... som fångar både ögon och öron med dess exotiska lockelser." Auktoriserade uppsättningar sattes upp i Frankrike, Nederländerna, Ungern, Spanien, Belgien, Skandinavien, Ryssland och annorstädes. Tusentals amatörsällskap har satt upp stycket i hela den engelsktalande världen sedan 1880-talet. En uppsättning under Första världskriget gavs i fånglägret Ruhleben i Tyskland.
Efter att Gilberts copyright hade upphört 1962 satte Sadler's Wells Theatre upp den första icke-D'Oyly Carte professionella föreställningen i England med Clive Revill som Ko-Ko. Bland de många nypremiärerna kan nämnas en från English National Opera 1986 med Eric Idle som Ko-Ko och Lesley Garrett som Yum-Yum regisserad av Jonathan Miller. Den uppsättningen har satts upp otaliga gånger sedan dess och utspelas på ett flott kusthotell på 1920-talet med dekor och kostym i svartvitt "som en hyllning till Bröderna Marx, Noël Coward och Busby Berkeley". Kanadas Stratford Festival har satt upp Mikadon flera gånger, första gången 1963 och därefter 1982 (reviderad 1983 och 1984) och 1993.

## Analys och mottagande

### Dödstemat
Mikadon är en komedi som handlar om död och grymhet. Detta fungerar endast eftersom Gilbert behandlar dem som triviala, till och med lättfärdiga ämnen. Till exempel i Pish-Tushs sång "Our great Mikado, virtuous man" sjunger han: "The youth who winked a roving eye / Or breathed a non-connubial sigh / Was thereupon condemned to die – / He usually objected." Termen för denna retoriska teknik är meiosis, en drastisk underdrift av situationen. Andra exempel på det är när själv-halshuggning beskrivs som "en extremt svår, för att inte säga farlig, sak att bege sig in på" och också som "konstig". När en diskussion uppstår om hur Nanki-Poos liv kommer att bli "förkortad inom en månad" är tonen komisk och endast skämtsamt melankolisk. Att begravas levande beskrivs som "en kvavfylld död". Avrättning medelst kokande olja eller smält bly beskrivs av Mikadon som ett "humoristiskt men långsamt" straff.
Döden behandlas som ett affärsmässigt inslag i Gilberts upp-och-nervända-värld ("Topsy-Turvy-World"). Pooh-Bah kallar Ko-Ko, Överbödeln, en "industriell mekaniker". Ko-Ko behandlar även sitt blodiga ämbete som ett yrke med orden: "Jag kan inte samtycka till att ta mig an en professionell operation förrän jag ser en väg till ett framgångsrikt resultat." Att skämta om döden härrör inte från Mikadon. Idén med att Nanki-Poo får gifta sig med Yum-Yum om han går med på att dö efter en månad användes i A Wife for a Month, en 1600-tals pjäs av John Fletcher. Ko-Kos sista tal bekräftar att döden, genom hela operetten, har varit en fiktion, en ordlek som kan skingras med en fras eller två: vara död och vara "så gott som död" är likartade. I en recension av originalversionen av Mikadon noterade en kritiker, efter att första ha prisat föreställningen i allmänhet, att föreställningens humor är beroende av "skoningslöst utsättande av mänsklig svaghet och feghet... Halshuggning, lemlästning, nedsänkning i kokande olja eller smält bly är de händelser som [karaktärernas] uppmärksamhet (och publikens) är fäst vid med plågsam närvaro... [Gilbert] har utan tvekan lyckats med att genomsyra samhället med sin egen pittoreska, hånfulla, inverterade filosofi; och har därmed etablerat en solid plats att kunna räknas bland de främsta av senare tiders engelsmän som har utövat en markant fysisk påverkan på sin samtid."

### Japansk miljö

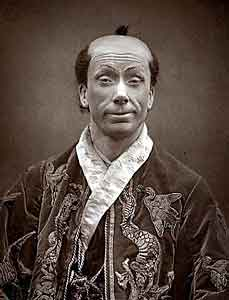
George Grossmith sminkad till Ko-Ko

Mikadon är namngiven efter Kejsaren av Japan och titeln mikado (御門 eller 帝 eller みかど), vilken bokstavligen betyder "höga porten" och syftar på kejsarpalatsets port och regeringen. Termen användes flitigt av engelsmännen under 1800-talet men blev med tiden obsolet. I den utsträckningen att operetten porträtterar japansk kultur, stil och styrelsesätt är den är fiktiv version av Japan i syfte att visa fram en pittoresk miljö och utnyttja japonism och den brittiska fascinationen för allt som har med Japan och fjärran östern att göra på 1880-talet. Gilbert skrev: "Operettens Mikado var en påhittad monark i en avlägsen period och kan inte av något skäl tas för en förolämpning av en existerande institution." Mikadon "handlade aldrig om Japan utan om den brittiska regeringens misslyckanden".
Genom att placera operetten i ett främmande land kände sig Gilbert mer fri att kritisera det brittisk samhället och dess institutioner. G. K. Chesterton jämförde operettens satir med den i Jonathan Swifts Gullivers resor: "Gilbert jagade och förföljde det onda i England tills de bokstavligen inte hade ett ben satt stå på, exakt som Swift gjorde. ... Jag tvivlar på om det finns ett enda skämt i hela stycket som stämmer in på japanerna. Men skämten kan alla stämma in på engelsmännen. ... Vad gäller England, så är Pooh-bah mer än satir; han är sanningen." Operettens miljö speglar det viktorianska Englands syn på fjärran östern, hopplockade av Gilbert från glimtar av japanskt mode och konst vilka omedelbart följde på den begynnande handeln mellan de två önationerna, och under repetitionerna besökte Gilbert den populära japanska utställningen i Knightsbridge utanför London. En kritiker skrev 2016: "Det har hävdats att föreställningens teatralitet var ... en hyllning från Gilbert och Sullivans sida till den gryende brittiska uppskattningen av japansk estetik [på 1880-talet]."
Gilbert eftersträvade äkthet i den japanska miljön, kostymerna, rörelserna och gesterna hos aktörerna. I det syftet engagerade han några av japanerna från byn i Knightsbridge för att ha synpunkter på uppsättningen och undervisa sångarna. "Ledarna och de infödda byborna" i byn tackades i programmet som delades ut på premiäraftonen. I "Miya sama" satte Sullivan in en version av en japansk militärmarsch kallad "Ton-yare Bushi" och komponerad under Meijiperioden. Giacomo Puccini satte senare in samma sång i Madama Butterfly som inledning till Yamadori, ancor le pene. Rollkaraktärernas namn i pjäsen är inte japanska namn, utan snarare (i flera fall) engelskt babyspråk eller helt enkelt nedlåtande utrop. Till exempel kallas en vacker, ung flicka för Pitti-Sing; den vackra hjältinnan heter Yum-Yum; de pompösa ämbetsmännen heter Pooh-Bah och Pish-Tush; hjälten kallas Nanki-Poo, barnspråk för "näsduk". Bödelns namn Ko-Ko är snarlik det hos den sluge Ko-Ko-Ri-Ko i Ba-ta-clan av Jacques Offenbach.
Japanerna var tveksamma till Mikadon under många år. Några japanska kritiker ansåg att skildringen av titelkaraktären var en respektlös tolkning av den vördade kejsaren Meiji; Japanska teatrar var förbjudna att skildra kejsaren på scen. Den japanske prinsen Komatsu Akihito, som såg en uppsättning av operetten i London 1886, tog inte illa upp. När prins Fushimi Sadanaru gjorde ett statsbesök 1907 bannlyste den engelska regeringen föreställningar av Mikdaon i sex veckor, av rädsla för att pjäsen skulle förolämpa honom - en manöver som slog slint då prinsen klagade över att han ahde hoppats få se Mikadon under sin vistelse. En japansk journalist, som bevakade prinsens besök, deltog vid en förbjuden föreställning och erkände att han var "djupt och glädjande nog besviken." Väntandes "riktiga förolämpningar" mot sitt land, fann han endast "ljus musik och mycken glädje."
Efter andra världskriget sattes Mikadon upp i ett flertal privata föreställningar i Japan. Den första publika uppsättningen gavs vid tre föreställningar 1946 på Ernie Pyle Theatre i Tokyo dirigerad av Jorge Bolet som underhållning för amerikanska trupper och japansk publik. Dekoren och kostymerna var påkostade, och skådespelarna var från Amerika, Kanada och Storbritannien, liksom kvinnokören medan manskören, den kvinnliga danskören och orkestern var från Japan. General Douglas MacArthur förbjöd en storskalig uppsättning 1947 av en heljapansk ensemble men andra uppsättningar har förekommit i Japan. Till exempel uppfördes operetten på Ernie Pyle Theatre i Tokyo 1970.
2001 satte den japanska staden Chichibu (秩父) upp Mikadon på japanska. Lokalbefolkningen anser att Chichibu var den stad som Gilbert hade i åtanke när han namngav "Titipu", men det finns inga bevis för teorin. Trots att Hepburn-systemet för translitteration (i vilken namnet på staden blir "Chichibu") vanligtvis används numera var det vanligt under 1800-talet att använda Nihon-shikisystemet, där namnet 秩父 blir "Titibu". Därför kan man anta att "Titibu", vilket stod i Londonpressen 1884, blev "Titipu" i operetten. Japanska forskare spekulerar att Gilbert kan ha hört talas om silke från Chichibu, en viktig export under 1800-talet. Stadens japanska bearbetning av Mikadon har uppförts flera gånger i hela Japan och 2006 uppfördes Chichibu Mikado på International Gilbert and Sullivan Festival i England.

#### Kritik
Sedan 1990-talet har några uppsättningar i USA ådragit sig kritik från den asiatisk-amerikanska befolkningsgruppen för "förenkla orientaliska stereotyper". Efter att en uppsättning i Seattle 2014 gjort allmänheten uppmärksam på sådan kritik skrev Gilbertförfattaren Andrew Crowther att Mikadon "inte porträtterar någon av karaktärerna som 'rasmässigt underlägsen' eller fundamentalt olik engelsmän. Operettens syfte är att reflektera brittisk kultur genom ögat hos en påhittad 'annan', ett fantasi-Japan som endast har den mest ytliga likheten med verkligheten." Till exempel så är startpunkten för historien i Mikadon "en påhittad 'japansk' lag emot flörtande, vilken blir logisk endast som en referens till den brittiska kulturens sexuella prydhet". Crowther noterade att sättet att sätta upp föreställningar ofta "ser en aning okänsligt ut, för att inte säga förolämpande ... Det borde [vara möjligt] att undvika sådana saker i framtiden med hjälp av lite finkänslighet ... G&S handlar om dumhet och nöje och ... håna överhögheten och acceptera livets fundamentala absurdhet". Några kommentarer har avfärdat kritiken som politisk korrekthet men en allmän diskussion om händelsen i Seattle en månad senare drog en stor publik där nästan samtliga höll med om att trots att verk som Mikadon inte borde förbjudas i sin traditionella form så borde det finnas "någon form av kontextuell hänvisning för att visa att producenterna och sångarna åtminstone tänker på problemen i verket".
2015 drogs en planerad uppsättning av New York Gilbert and Sullivan Players tillbaka efter att reklammaterialet startade en liknande protest i den asiatisk-amerikanska bloggvärlden. Teatern gjorde om sin uppsättning av Mikadon och sjösatte det nya konceptet i december 2016 och fick varma recensioner i The New York Times. Efter att Lamplighters Music Theatre i San Francisco planerade en uppsättning 2016 tvingade den asiatisk-amerikanska befolkningsgruppen dem att låta operetten utspelas i Hertigdömet Milano och ta bort alla referenser till Japan. Recensenter ansåg att ändringen löste problemet.

### Moderniserade ord och fraser

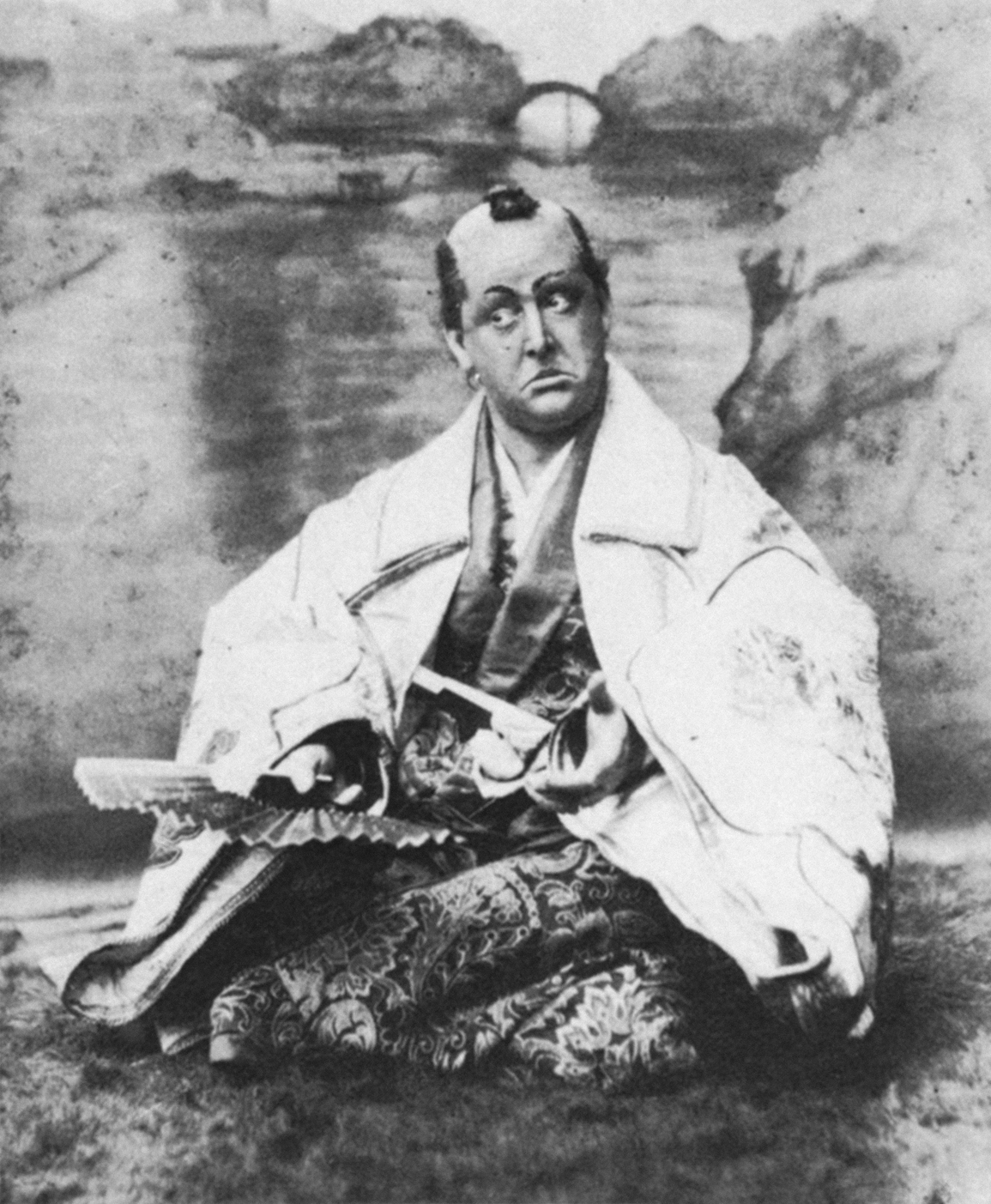
Barrington: "Lord-high everything else"

Moderna uppsättningar uppdaterar några av orden och fraserna i Mikadon. Till exempel använder två av sångerna i operetten ordet "nigger". I "As some day it may happen", ofta kallad "listsången", Ko-Ko namnger "the nigger serenader and the others of his race". I Mikadons sång "A more humane Mikado" straffas kvinnan som gör om sitt utseende med att bli "svart som en nigger med hjälp av valnötsjuice". Dessa referenser riktas mot vita skådespelare i blackface minstrel shower, en populär underhållningsform under den viktorianska eran, snarare än mot mörkhyade människor. Långt in på 1900-talet ansåg publiken inte att ordet "nigger" var kränkande. Delar av publiken protesterade mot orden under "D'Oyly Carte Opera Companys" amerikanska turné 1948 och Rupert D'Oyly Carte bad A. P. Herbert att bidra med reviderad text. Dessa ändringar har skrivits in i operettens libretto och partitur sedan dess.
I listsången förekommer även "the lady novelist" (som syftar på författare av lättviktiga, romantiska romaner; dessa hade tidigare George Eliot drivit med) och "the lady from the provinces who dresses like a guy", där guy syftar på dockan som är en del av Guy Fawkes Night och innebär en smaklös kvinna som klär sig som en fågelskrämma. I nypremiären 1908 tillät Gilbert ersättningsord för "the lady novelist". För att undvika att distrahera publiken med referenser som blivit kränkande med tiden är texten ofta ändrad i moderna uppsättningar. Ändringar görs ofta, särskilt i listsången, för att dra nytta av möjligheten till att skämta. Richard Suart, en sångare välkänd i rollen som Ko-Ko, publicerade en bok med en historik över listsångens omskrivningar, däribland många av hans egna.

### Bestående popularitet
Så snart som operetten hade haft premiär började Gilbert, Sullivan och Carte sätta upp otaliga uppsättningar med operettens namn, sångtexter och dekor; inte bara för att inhösta inkomster men för att främja biljettförsäljningen; showen "var helt klart det mest lyckade exemplet på [marknadsföring] under 1800-talet". Mikado-kort skapades vilka främjade reklam för olika produkter. Andra Mikadon-produkter bestod av figuriner, tyger, smycken, parfymer, pussel, tandkräm, tvål, spel, tapeter, korsetter, symaskiner och spisar.
Mikadon kom att bli den mest framförda Savoy operan och har översatts till åtskilliga språk. Det är en av de mest spelade musikteaterverken i historien. En slogan i samband med Chicago Lyric Operas uppsättning 2010 konstaterade att operetten "har spelats oavbrutet de senaste 125 åren" och citerade dess "inneboended humor och melodirikedom".
Mikadon har beundrats av andra kompositörer. Dame Ethel Smyth skrev om Sullivan: "En dag gav han mig en kopia av partituret till The Golden Legend och sade: 'Jag tror att detta är det bästa jag gjort, eller hur? och när sanningen påbjöd mig att anse att Mikadon var hans mästerverk skrek han: 'O din usling!' Men trots att han skrattade kunde jag märka hans besvikelse."

## Inspelningar
|  |
|  |

### Skivinspelningar
Mikadon har spelats in betydligt oftare än någon annan av Gilberts och Sullivans verk. Av de från D'Oyly Carte Opera Company anses inspelningen från 1926 vara bäst. Av moderna inspelningar kan Mackerras/Telarc från 1992 rekommenderas.
Skivinspelningar i urval
- 1926 D'Oyly Carte – Dirigent: Harry Norris[93]
- 1936 D'Oyly Carte – Dirigent: Isidore Godfrey[94]
- 1950 D'Oyly Carte – New Promenade Orchestra, Dirigent: Isidore Godfrey[95]
- 1957 D'Oyly Carte – New Symphony Orchestra of London, Dirigent: Isidore Godfrey[96]
- 1984 Stratford Festival – Dirigent: Berthold Carrière[97]
- 1990 New D'Oyly Carte – Dirigent: John Pryce-Jones[98]
- 1992 Mackerras/Telarc – Orchestra & Chorus of the Welsh National Opera, Dirigent: Sir Charles Mackerras[99]

### Film och video
En tre minuter lång stumfilm av en scen från operetten spelades in 1902. Den följdes 1906 av en stumfilm av operetten gjord av Gaumont Film Company. Ljudfilmsversioner av 12 av musiknumren från Mikadon gjorde i Storbritannien och presenterades 1907 med titeln Highlights from The Mikado. En annan produktion kom samma åt gjord av Walturdaw Company med George Thorne som Ko-Ko. Både dessa produktioner använde sig av Cinematophone-system med inspelade skivor av sång och tal till stumfilmsbakgrund. Den första långfilmen av operetten var Fan Fan, en stumfilm från 1918 med barn i rollerna. Biografer kunde visa filmen med levande musikackompanjemang.

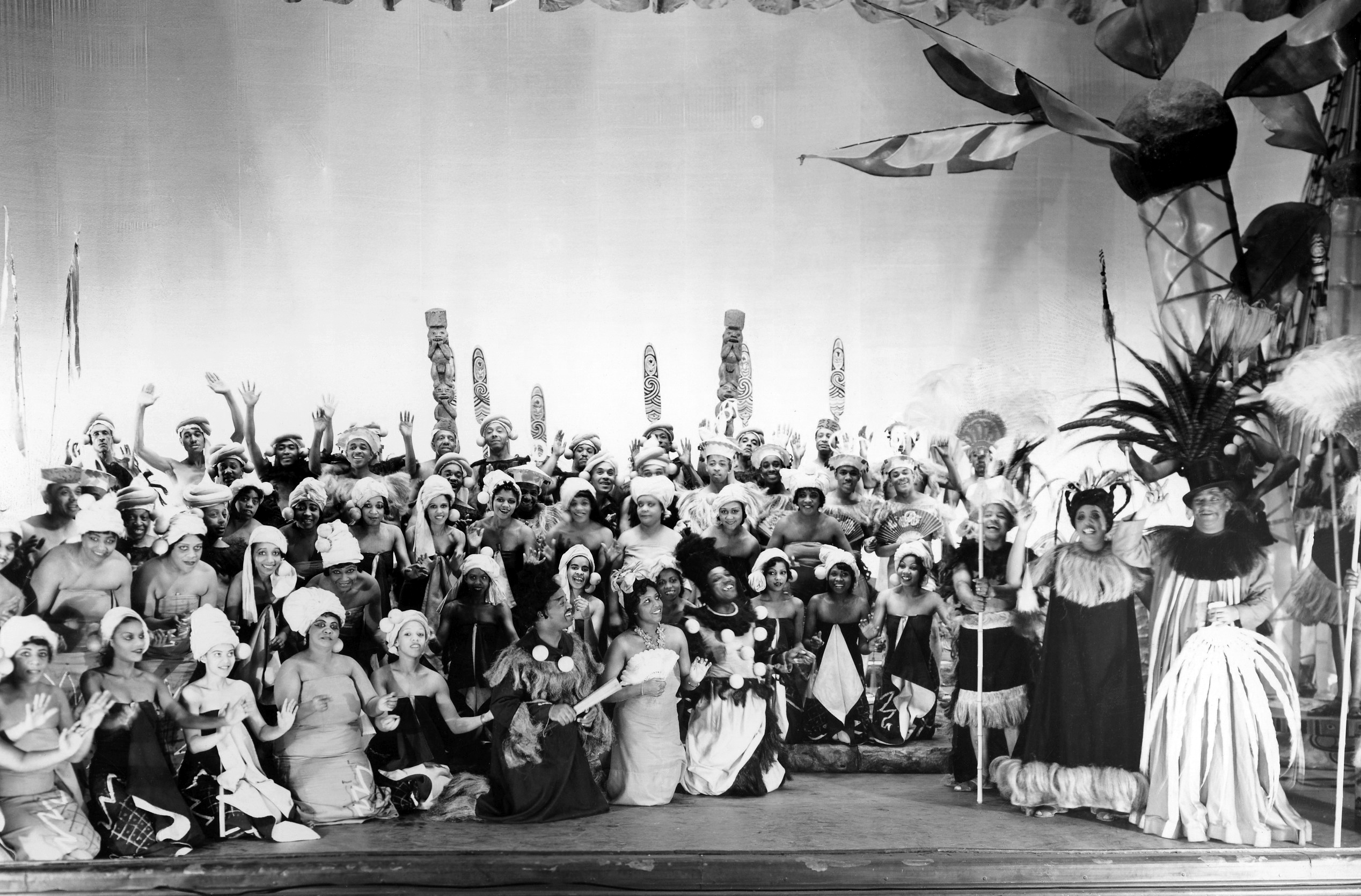
Den helsvarta ensemblen i "The Swing Mikado" i Chicago 1938.

1926 gjorde D'Oyly Carte Opera Company en kort reklamfilm med utdrag från Mikadon. Några av de mest berömda Savoyarderna från tiden kan ses i filmen; däribland Darrell Fancourt som Mikadon, Henry Lytton som Ko-Ko, Leo Sheffield som Pooh-Bah, Elsie Griffin som Yum-Yum och Bertha Lewis som Katisha.
1939 släptte Universal Pictures en nittiominuter lång filmversion av Mikadon. Inspelade i Technicolor med Martyn Green som Ko-Ko, Sydney Granville som Pooh-Bah, den amerikanske sångaren Kenny Baker som Nanki-Poo och Jean Colin som Yum-Yum. Många av de andra rollerna och körsångarna var eller hade varit medlemmar av D'Oyly Carte company. Musiken dirigerades av Geoffrey Toye, en före detta kapellmästare vid D'Oyly Carte, som också var producent och stod bakom bearbetningen, i vilken ingick en serie av strukna nummer, tillägg och omändrade scener. Victor Schertzinger regisserade och William V. Skall mottog en Oscarnominering för Bästa foto. Dekor och kostym var utförda av Marcel Vertès. Det förekom några revideringar – The Sun Whose Rays Are All Ablaze framförs två gånger, först av Nanki-Poo i en ny tidig scen i vilken han sjunger för Yum-Yum i sitt fönster, och senare där sången ska sjungas. En ny prolog lades också till som visar hur Nanki-Poo flyr förklädd, och mycket av musiken i akt II var struken.
1966 gjorde D'Oyly Carte Opera Company en filmversion av Mikadon som kom scenversionen väldigt nära även om det förekommer några mindre strykningar. Den filmades in i ateljé i stället för på plats, såsom Laurence Olivier hade gjort 1965 med Othello, och regisserades av samma regissör Stuart Burge. I huvudrollerna frörekom John Reed, Kenneth Sandford, Valerie Masterson, Philip Potter, Donald Adams, Christene Palmer och Peggy Ann Jones och den dirigerades av Isidore Godfrey. The New York Times kritiserade filmens teknik och orkestern med orden: "Med vetskap om hur fin ensemblen kan vara i sitt rätta element kan man bara beklaga intrycket som Mikadon gör på dem som inte är lyckliga nog att ha sett sällskapet live. Kamerorna har fångat allt av sällskapets agerande förutom magin."
Bland videoinspelningar av Mikadon finns en version från Gilbert and Sullivan for All 1972; en Brent-Walker-film; 1982 den välrenommerade videoversionen från Stratford Festival 1984; och English National Opera uppsättning 1986 (förkortad). Opera Australia har släppt videos från deras uppsättningar 1987 och 2011. Sedan 1990-talet har flera professionella uppsättningar spelats in på video av International Gilbert and Sullivan Festival.

## Andra bearbetningar
Mikadon gjorde om till en barnbok av Gilbert med titeln The Story of The Mikado, vilket blev Gilberts sista litterära verk. Berättelsen är en omskrivning av Mikadon med diverse ändringar för att förenkla språket eller göra det mer lämpligt för barn. Till exempel är frasen "society offenders" i "listsången" ändrad till "inconvenient people", och andra versen är till stor del omskriven.

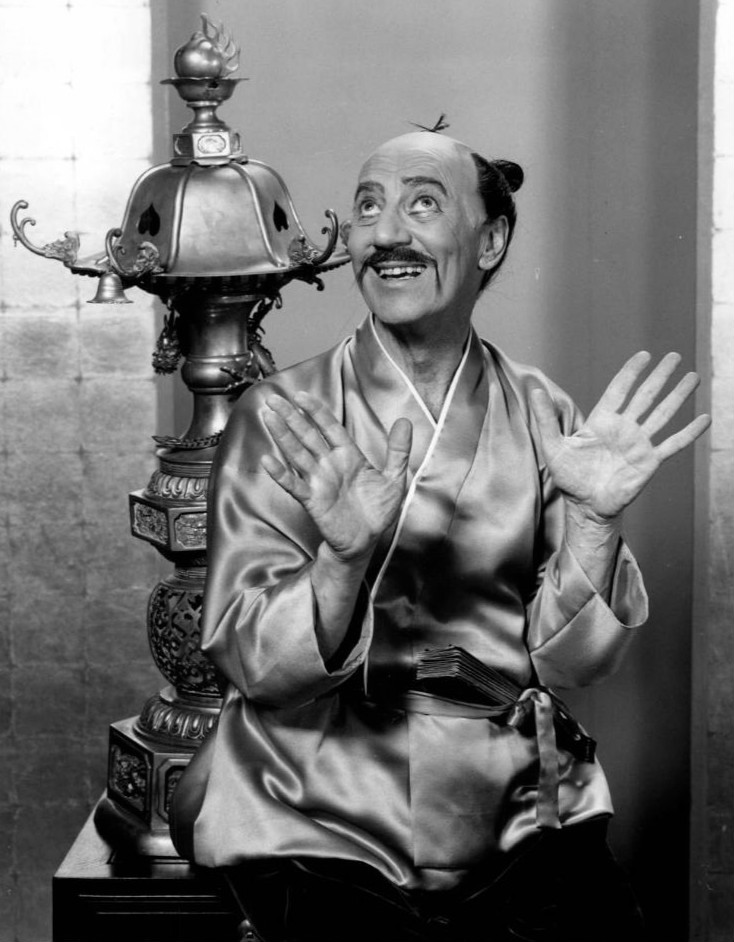
Groucho Marx som Ko-Ko 1960.

D'Oyly Carte Opera Company innehade rättigheterna till uppsättningar av Mikadon och andra verk av Gilbert och Sullivan fram till 1961. Det fordrades av teatersällskap att presentera uppsättningar där musik och text var trogen det skyddade materialet. Sedan 1961 har Gilbert och Sullivans verk varit fria att sätta upp hur som helst. Berömda bearbetningar är till exempel:
- Mikado March (1885) av John Philip Sousa[112]
- The Jazz Mikado (1927, Berlin)[113]
- The Swing Mikado var en bearbetning av Mikadon gjord av Federal Theatre Project med en helsvart ensemble och swingmusik utspelad i Söderhavet. Den hade premiär i Chicago 1938 och spelades senare på Broadway.[29]
- The Hot Mikado (1939) var en konkurrerande uppsättning av Mikadon producerad av Mike Todd, med en helsvart ensemble och med jazz- och swingmusik.[29]
- Tennessee Ernie Ford sände en 30-minutersversion 1959 i sin TV-show där han spelade.[29]
- Bell Telephone Hours version (1960) med Groucho Marx som Ko-Ko, Stanley Holloway som Pooh-Bah och Helen Traubel som Katisha. Den regisserades av Martyn Green.[29]
- The Cool Mikado är en musikalfilm från 1962 regisserad av Michael Winner i 1960-talets popmusikstil och handlingen förlagd till en japansk gangstermiljö.[29]
- The Black Mikado (1975) var en jazzig, sexig uppsättning utspelad i Karibien.[114]
- The Chichibus uppsättning av Mikadon av "Tokyo Theatre Company"[67]
- Metropolitan Mikado, en politiskt satirbearbetning av Ned Sherrin och Alistair Beaton, första gången framförd i Queen Elizabeth Hall (1985) med Louise Gold, Simon Butteriss, Rosemary Ashe, Robert Meadmore och Martin Smith, producerad av Raymond Gubbay.[115]
- Hot Mikado (1986) är en jazz- och swingstilsbearbetning som hade premiär i Washington, D.C. och som har framförts kontinuerligt sedan dess.
- Essgee Entertainment producerade en version av Mikadon 1995 i Australien och Nya Zeeland.[116]

## I populärkulturen

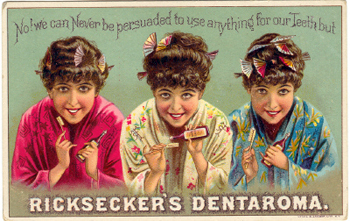
Reklam från 1886 med "three little maids"

En lång och varierad räcka med populärmedia, inklusive filmer, television, teater och reklam har refererat till, parodierat eller gjort pastischer på Mikadon eller dess sånger, och fraser från librettot har tagit sig in i uttryck inom det engelska språket. Några av de mest välkända referenserna beskrivs nedan. 
Citat från Mikadon användes i brev till polisen skrivna av Zodiac-mördaren, som dödade åtminstone fem personer i San Franciscos hamnkvarter åren 1968 och 1969. Ett avsnitt i säsong två (1998) av TV-serien Millennium, med titeln "The Mikado", bygger på Zodiac-fallet. Mikadon parodieras i Sumo of the Opera och Sullivan tillerkänns som kompositör av de flesta sånger. Detektivromanen Death at the Opera (1934) av Gladys Mitchell utspelas under en uppsättning av Mikadon. 2007 satte det asiatisk-amerikanska teatersällskapet Lodestone Theatre Ensemble upp The Mikado Project, en pjäs av Doris Baizley och Ken Narasaki. Det var en dekonstruktion av operetten mot bakgrund av ett fiktivt asiatisk-amerikanskt teatersällskaps försök att samla in pengar under det att de kämpade mot rasism under en uppsättning av Mikadon genom att producera en revisionistisk version av operetten. Den versionen filmades 2010.
Film- och televisionsreferenser till Mikadon förekommer bland annat i finalen till filmen Tjejen som visste för mycket från 1978, vilken utspelas under en föreställning av Mikadon. I episoden "Robots Versus Wrestlers" från 2010 av TV-serien How I Met Your Mother slår Marshall på en antik kinesisk gong på ett överklassparty. Värden förebrår honom: "Unge man, den gongen är en 500 år gammal relik som ingen har rört sedan W. S. Gilbert slog på den under Londonpremiären av Mikadon 1885!" Marshall svarar spydigt: "Hans fru är en 500 år gammal relik som ingen har rört sedan W. S. Gilbert gjorde det under Londonpremiären".
"The Mikado" är en skurkaktig väktare i serietidningsserien The Question av Denny O'Neil och Denys Cowan. Han tar på sig en japansk mask och dödar bovar på lämpligt sätt – genom att "straffet får spegla brottet" ("the punishment fit the crime"). 1888 skrev Ed J. Smith en scenparodi på Mikadon kallad The Capitalist; or, The City of Fort Worth för att uppmuntra till investeringar i Fort Worth, Texas. Lokomotivet Mikado fick sitt namn efter att en last med lokomotiv sändes till Japan 1893 från USA. Beundrare inredde till och med Mikadorum i sina hem, Mikadoklubbar startades över hela USA och 1886 namngavs en stad i Michigan efter operetten.

### Populära fraser frånMikadon
Frasen "A short, sharp shock" från sången "I am so proud" (Akt I) har tagit sig in i det engelska språket och förekommer i boktitlar och sånger, såsom i Pink Floyds "The Dark Side of the Moon" och som politiska slagord. "Let the punishment fit the crime" är en annan mycket ofta använd fras från Mikadons sång och har nämnts i brittiska politiska debatter. Båda koncepten är äldre än Gilberts fras. Exempel på senare användning är episod 80 av TV-serien Magnus, "Let the Punishment Fit the Crime", vilken innehåller delar av flera sånger från Mikadon. Frasen och Mikadons sång förekommer också i episoden "A Soldier's Farewell" av Krutgubbar. I Föräldrafällan (1961) citerar den bisarre rektorn frasen innan han dömer tvillingarna till att dela isoleringsrum.
Karaktären Pooh-Bahs namn har på engelska betydelsen av en person som innehar många titlar, ofta en pompös eller självupptagen person. Pooh-Bah nämns i P. G. Wodehouses roman Something Fresh och i andra, ofta politiska kontexter. I december 2009 jämförde BBC-presentatören James Naughtie, på Radio 4s "Today programme", kabinettsledamoten Peter Mandelson med Pooh-Bah eftersom Mandelson innehade många poster, däribland Secretary of State for Business, First Secretary of State, Lord President of the Council, President of the Board of Trade, och Church Commissioner, och han satt dessutom i 35 kabinettskommittéer och underkommittéer. Mandelson svarade: "Vem är Pooh-Bah?" Mandelson beskrev också som "the grand Pooh-Bah of British politics" tidigare samma vecka av teaterkritikern Charles Spencer i The Daily Telegraph. Särskilt i USA har termen kommit att beskriva, på ett hånfullt sätt, personer som innehar imponerande titlar men vars auktoritet är begränsad. William Safire spekulerade att idén med Nalle Puh (på engelska Winnie-the-Pooh) av författaren A. A. Milne kan ha influerats av karaktären. Termen "Grand Poobah" har använts inom TV-serier, däribland Familjen Flinta och  Gänget och jag, och i andra medier som titeln på en högt rankad ämbetsman i herrklubbar som Frimurarna, The Shrine eller Benevolent and Protective Order of Elks.

### Referenser till sånger i Mikadon

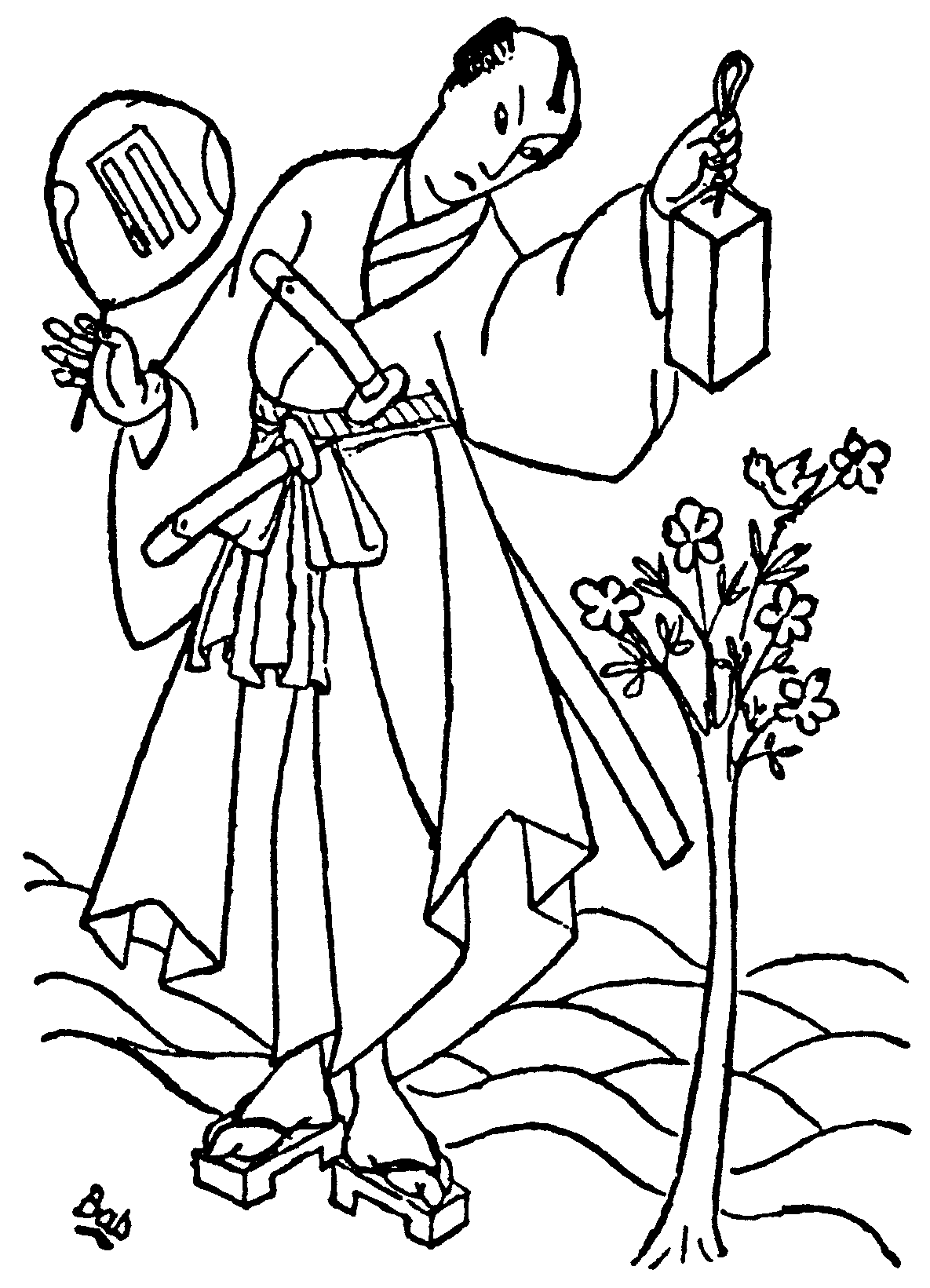
Teckning av Ko-Ko med Tit Willow, 1895.